# Denys Bałaniuk
Denys Serhijowycz Bałaniuk, (ukr. Денис Сергійович Баланюк, ur. 16 stycznia 1997 w Odessie) – ukraiński piłkarz, grający na pozycji napastnika lub pomocnika.

## Kariera piłkarska

### Kariera klubowa
Wychowanek Szkoły Sportowej nr 11 w Odessie oraz Akademii Piłkarskiej Dnipro Dniepropietrowsk, barwy których bronił w juniorskich mistrzostwach Ukrainy (DJuFL). Karierę piłkarską rozpoczął 24 lipca 2013 w drużynie młodzieżowej Dnipra, a 23 maja 2015 debiutował w Premier-lidze. Latem 2017 próbował znaleźć nowy klub, jednak pozostał w Dnipro. Ale już wkrótce, 9 września 2017 został piłkarzem Wisły Kraków. 2 lipca 2018 został wypożyczony do Arsenału Kijów. 10 lutego 2020 podpisał kontrakt z Olimpikiem Donieck. W listopadzie 2020, podpisał kontrakt, z występującym w Rosyjskiej Pierwszej Dywizji, klubem Torpedo Moskwa.

### Kariera reprezentacyjna
Występował w juniorskich reprezentacjach Ukrainy U-17 i U-19. Potem bronił barw młodzieżówki.

## Statystyki
Stan na 20 października 2019.
| Sezon              | Klub                 | Liga               | Liga    | Liga   | Puchar krajowy | Puchar krajowy | Europa      | Europa  | Europa | Razem   | Razem  | Razem |
| Sezon              | Klub                 | Rozgrywki          | Występy | Bramki | Występy        | Bramki         | Rozgrywki   | Występy | Bramki | Występy | Bramki |       |
| ------------------ | -------------------- | ------------------ | ------- | ------ | -------------- | -------------- | ----------- | ------- | ------ | ------- | ------ | ----- |
| 2014/2015          | FK Dnipro            | Premier-liha       | 2       | 0      | 1              | 0              | -           | -       | -      | 3       | 0      |       |
| 2015/2016          | FK Dnipro            | Premier-liha       | 0       | 0      | 3              | 0              | Liga Europy | 0       | 0      | 3       | 0      |       |
| 2016/2017          | FK Dnipro            | Premier-liha       | 25      | 4      | 2              | 1              | -           | -       | -      | 27      | 5      |       |
| Łącznie w Dnipro   | Łącznie w Dnipro     | Łącznie w Dnipro   | 27      | 4      | 6              | 1              |             | 0       | 0      | 33      | 5      |       |
| 2017/2018          | Wisła Kraków         | Ekstraklasa        | 7       | 0      | 1              | 0              | -           | -       | -      | 8       | 0      |       |
| 2018/2019          | Arsenał Kijów (wyp.) | Premier-liha       | 8       | 0      | 0              | 0              | -           | -       | -      | 8       | 0      |       |
| 2019/2020          | Wisła Kraków         | Ekstraklasa        | 2       | 0      | 0              | 0              | -           | -       | -      | 2       | 0      |       |
| Łącznie w Wiśle    | Łącznie w Wiśle      | Łącznie w Wiśle    | 9       | 0      | 1              | 0              |             | 0       | 0      | 10      | 0      |       |
| Łącznie w karierze | Łącznie w karierze   | Łącznie w karierze | 44      | 4      | 7              | 1              |             | 0       | 0      | 51      | 5      |       |